# 西潮
《西潮》（英語：Tides From The West）為曾任國民政府教育部部長及北京大學校長的中華民國教育家蔣夢麟所著自傳。書中內容除了紀錄蔣在中國大陸、美國的經歷，也描寫五四運動、軍閥割據、对日抗战下的北京大學。

## 書名由來
「西潮」一名由來，蓋蔣夢麟認為西方文明如潮水般湧入中國這塊土地，也造成許多生活的改變，遷動著時局，遂以此為名。
蒋梦麟在《西潮》的开篇中写道：「我所写下的有点像自传，有点像回忆录，也有点像近代史。它记录了我心目中不可磨灭的景象，这些景象历历如绘地浮现在我的脑际，一如隔昨才发生的经历。在急遽递嬗的历史中，我自觉只是时代巨轮上一颗小轮齿而已。」可見本書雖以自傳形式書寫，卻由多方位角度來探討民國初年的中國。

## 簡介
《西潮》一書是蔣夢麟的自傳，其内容几乎囊括了中国1842年至1941年间的所有重大历史事件。前半段是作者“亲闻”的，后半段是作者“亲历”的。其原文乃用英文書寫，1943年（民國三十二年）於昆明（時北大已內遷雲南，並與南開大學、國立清華大學合併為國立西南聯合大學）寫成。中華民國政府遷臺後，蔣夢麟再用中文改寫一次，交由《中華日報》連載，1959年出版單行本，序言由前國史館館長羅家倫撰寫。由於作者曾到美國留學，並在經歷五四運動、軍閥混戰和抗日戰爭的北京大學任教、後更擔任校長，筆下記述了許多對國家社會的省思、對文化的看法，以及處事態度。本書的中文版一出版，立刻在臺灣造成轟動，幾乎人手一本，被稱為「青少年的人生教科書」，同時成為哈佛大學東亞研究所（現費正清中國研究中心）的指定參考書。1967年，蔣夢麟又出版《新潮》一書，做為《西潮》的續集 。